# Фіксований сільськогосподарський податок
Відповідно до підпункту Податкового Кодексу України 14.1.256. фіксований сільськогосподарський податок — це податок, який справляється з одиниці земельної площі у відсотках її нормативної грошової оцінки та сплата якого замінює сплату окремих податків і зборів.
Перехід сільськогосподарських товаровиробників на сплату фіксованого сільськогосподарського податку спрощує нарахування податкових платежів, а також зменшує рівень податкового навантаження на сільськогосподарські підприємства та фермерські господарства, які виробляють товарну сільськогосподарську продукцію. Главою 2 розділу XIV Податкового кодексу України регулюються відносини зі справляння фіксованого сільськогосподарського податку. Відповідно до пункту 301.1 статті 301 Податкового Кодексу платниками фіксованого сільськогосподарського податку з урахуванням встановлених законодавством обмежень, можуть бути сільськогосподарські товаровиробники, у яких частка сільськогосподарського товаровиробництва за попередній податковий (звітний) рік дорівнює або перевищує 75 відсотків. 
Згідно з підпунктом 14.1.235 пункту 14.1 статті 14 Податкового кодексу України сільськогосподарський товаровиробник — це юридична особа незалежно від організаційно-правової форми, яка займається виробництвом сільськогосподарської продукції та/або розведенням, вирощуванням та виловом риби у внутрішніх водоймах (озерах, ставках та водосховищах) та її переробкою на власних чи орендованих потужностях, у тому числі власновиробленої сировини на давальницьких умовах, та здійснює операції з її постачання. Водночас об'єктом оподаткування фіксованим сільськогосподарським податком згідно з пунктом 302.1 статті 302 Податкового кодексу України є площа сільськогосподарських угідь (ріллі, сіножатей, пасовищ і багаторічних насаджень) та/або земель водного фонду (внутрішніх водойм, озер, ставків, водосховищ), що перебуває у власності сільськогосподарського товаровиробника або надана йому в користування, у тому числі на умовах оренди. 